# Euhesma pantoni
Euhesma pantoni is een vliesvleugelig insect uit de familie Colletidae. De wetenschappelijke naam van de soort is voor het eerst geldig gepubliceerd in 1998 door Exley.